# Calippus (cràter)

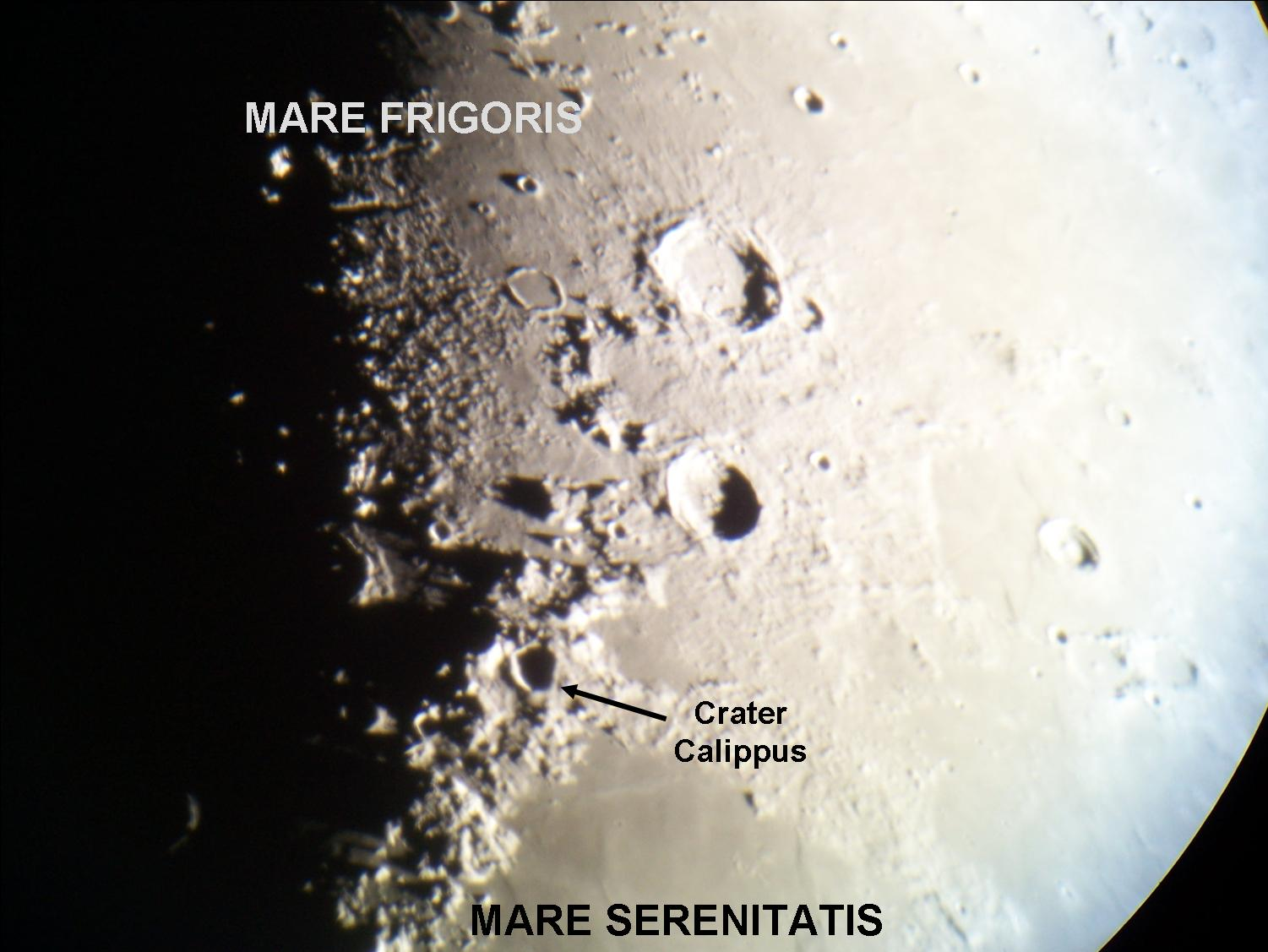
Localització de Calippus sobre el globus lunar

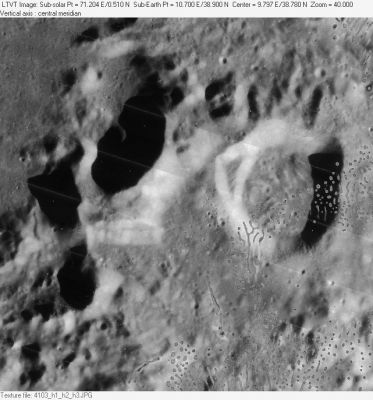
Vista normal de Calippus (Lunar Orbiter 4)

Calippus és un petit cràter d'impacte que es troba en la vora oriental de la serralada dels accidentats Montes Caucasus, en la part nord de la Lluna. Jeu al sud-oest del cràter Alexander, en el sector nord-oest del Mare Serenitatis.

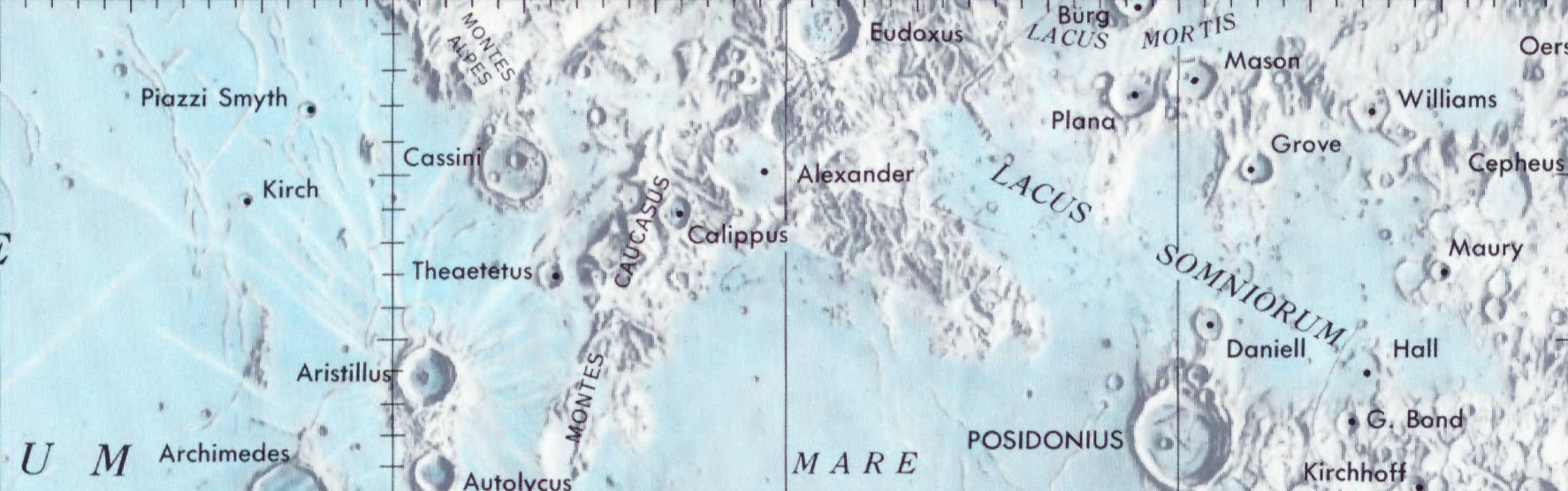
Localització de Calippus (centre de la imatge)

La vora exterior de Calippus té un aspecte irregular, amb protuberàncies externes al nord-est i en particular cap a l'oest, on apareix una secció interior de material caigut. L'exterior presenta una lleugera rampa envoltada pel terreny accidentat de la serralada. Dins de les parets interiors de cares afilades apareix un sòl interior rugós i irregular.

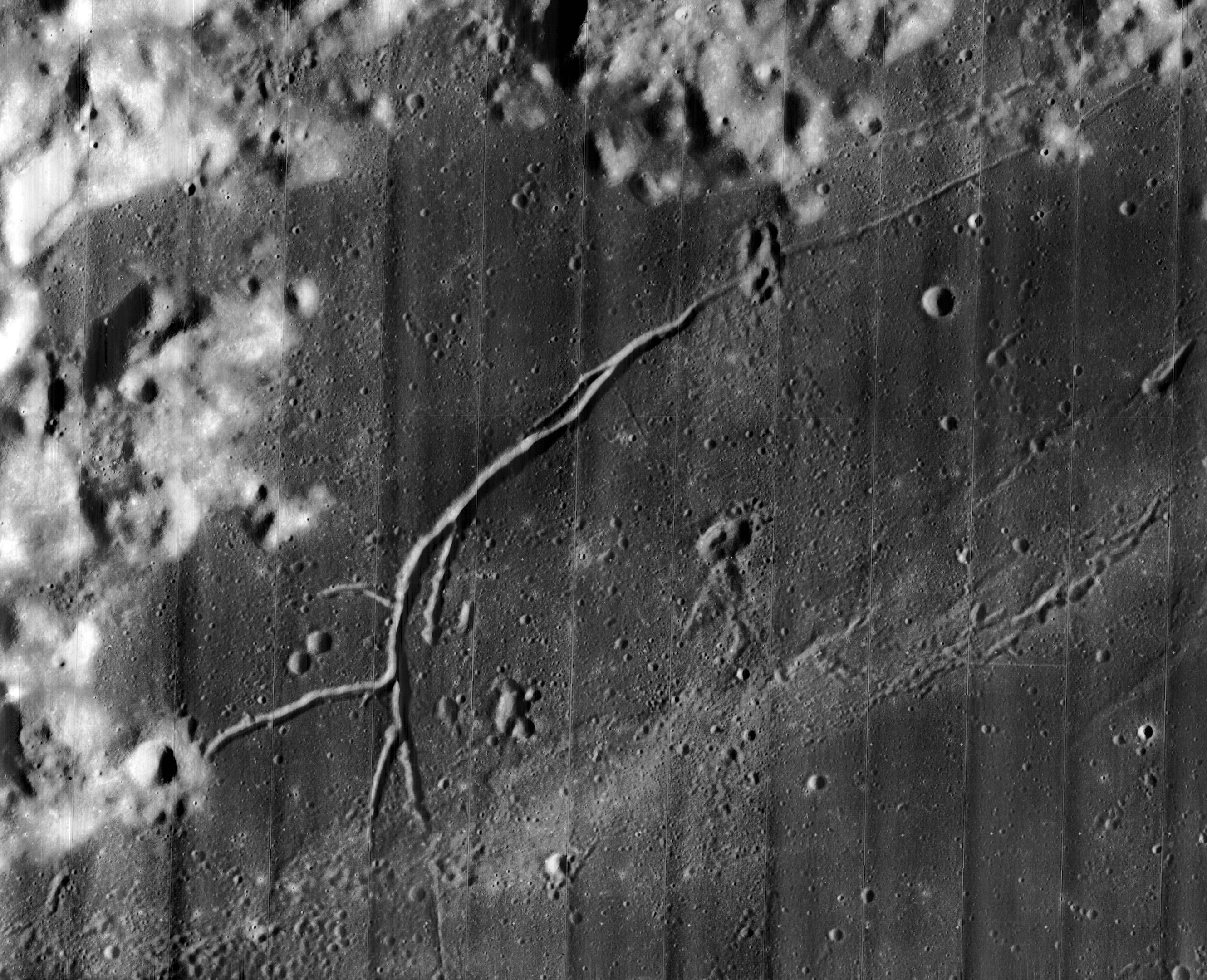
Imatge de Rima Calippus (Lunar Orbiter 5)

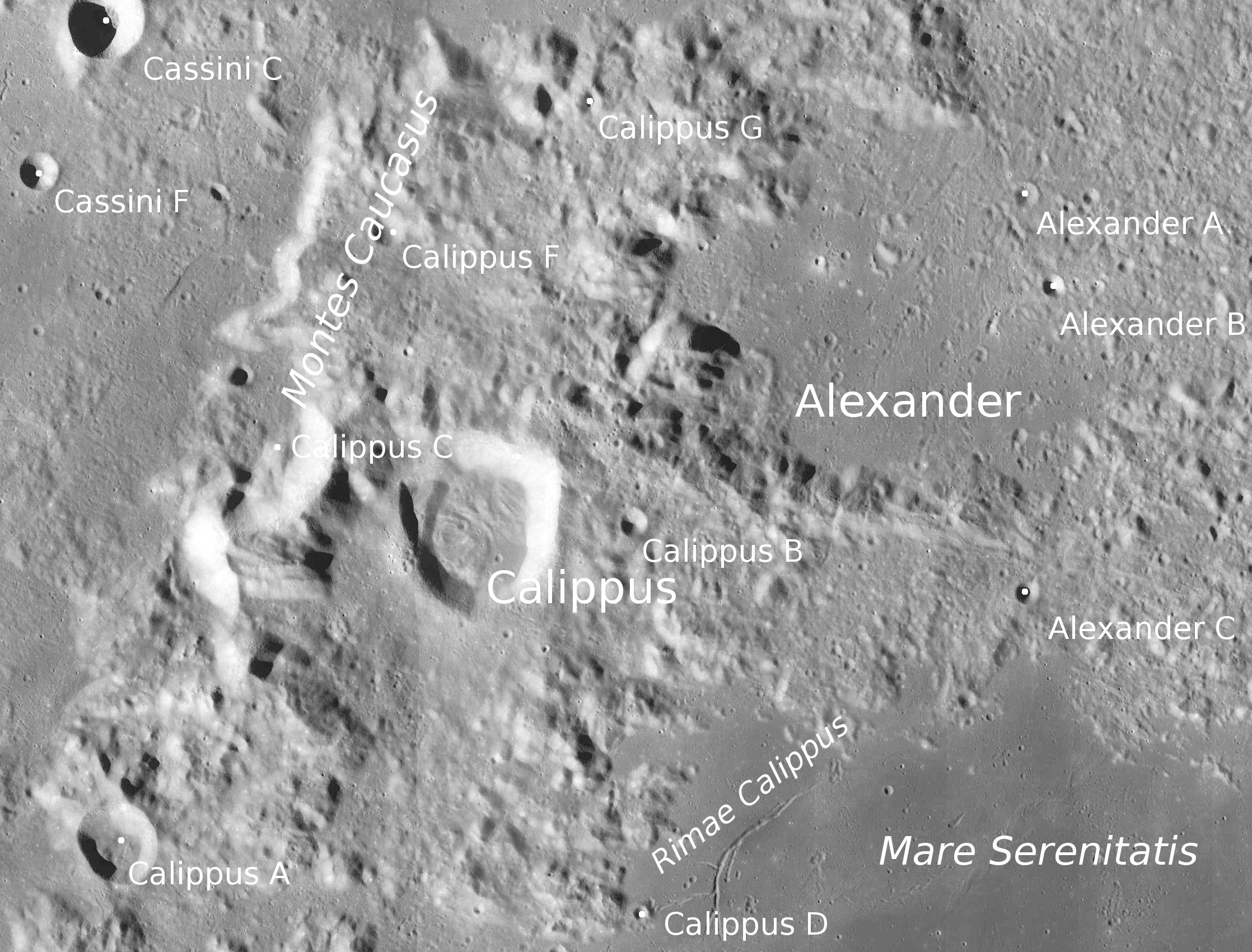
Fotografia de la missió Lunar Reconnaissance Orbiter

Al sud-est d'aquest cràter, en la vora del Mare Serenitatis, es troba la rima en forma d'arc designada Rima Callippus. Aquesta esquerda segueix una trajectòria cap al nord-est en una longitud d'uns 40 quilòmetres.

## Cràters satèl·lit
Per convenció aquests elements són identificats en els mapes lunars posant la lletra en el costat del punt mitjà del cràter que està més prop de Callippus.
|          | \| Calippus \| Coordenades \| Diàmetre \| \| -------- \| ------------------------------------ \| -------- \| \| A \| 37° 00′ N, 7° 54′ E / 37.0°N,7.9°E \| 16 km \| \| B \| 36° 00′ N, 10° 00′ E / 36.0°N,10.0°E \| 7 km \| \| C \| 39° 36′ N, 9° 06′ E / 39.6°N,9.1°E \| 40 km \| \| D \| 36° 18′ N, 11° 18′ E / 36.3°N,11.3°E \| 4 km \| \| E \| 38° 54′ N, 11° 54′ E / 38.9°N,11.9°E \| 5 km \| \| F \| 40° 30′ N, 10° 00′ E / 40.5°N,10.0°E \| 6 km \| \| G \| 41° 18′ N, 11° 30′ E / 41.3°N,11.5°E \| 4 km \| |          |
| Calippus | Coordenades | Diàmetre |
| A        | 37° 00′ N, 7° 54′ E / 37.0°N,7.9°E | 16 km    |
| B        | 36° 00′ N, 10° 00′ E / 36.0°N,10.0°E | 7 km     |
| C        | 39° 36′ N, 9° 06′ E / 39.6°N,9.1°E | 40 km    |
| D        | 36° 18′ N, 11° 18′ E / 36.3°N,11.3°E | 4 km     |
| E        | 38° 54′ N, 11° 54′ E / 38.9°N,11.9°E | 5 km     |
| F        | 40° 30′ N, 10° 00′ E / 40.5°N,10.0°E | 6 km     |
| G        | 41° 18′ N, 11° 30′ E / 41.3°N,11.5°E | 4 km     |